# Ostrov orliaka morského
Ostrov orliaka morského je národní přírodní rezervace v oblasti Dunajské luhy.
Nachází se v katastrálním území obce Baka v okrese Dunajská Streda v Trnavském kraji. Území bylo vyhlášeno či novelizováno v letech 1953, 1984, 1988 na rozloze 22,77 ha. Ochranné pásmo nebylo stanoveno.